# Nethinius ballerioi
Nethinius ballerioi är en skalbaggsart som beskrevs av Francesco Vitali 2007. Nethinius ballerioi ingår i släktet Nethinius och familjen långhorningar.
Artens utbredningsområde är Madagaskar. Inga underarter finns listade i Catalogue of Life.